# Перекат

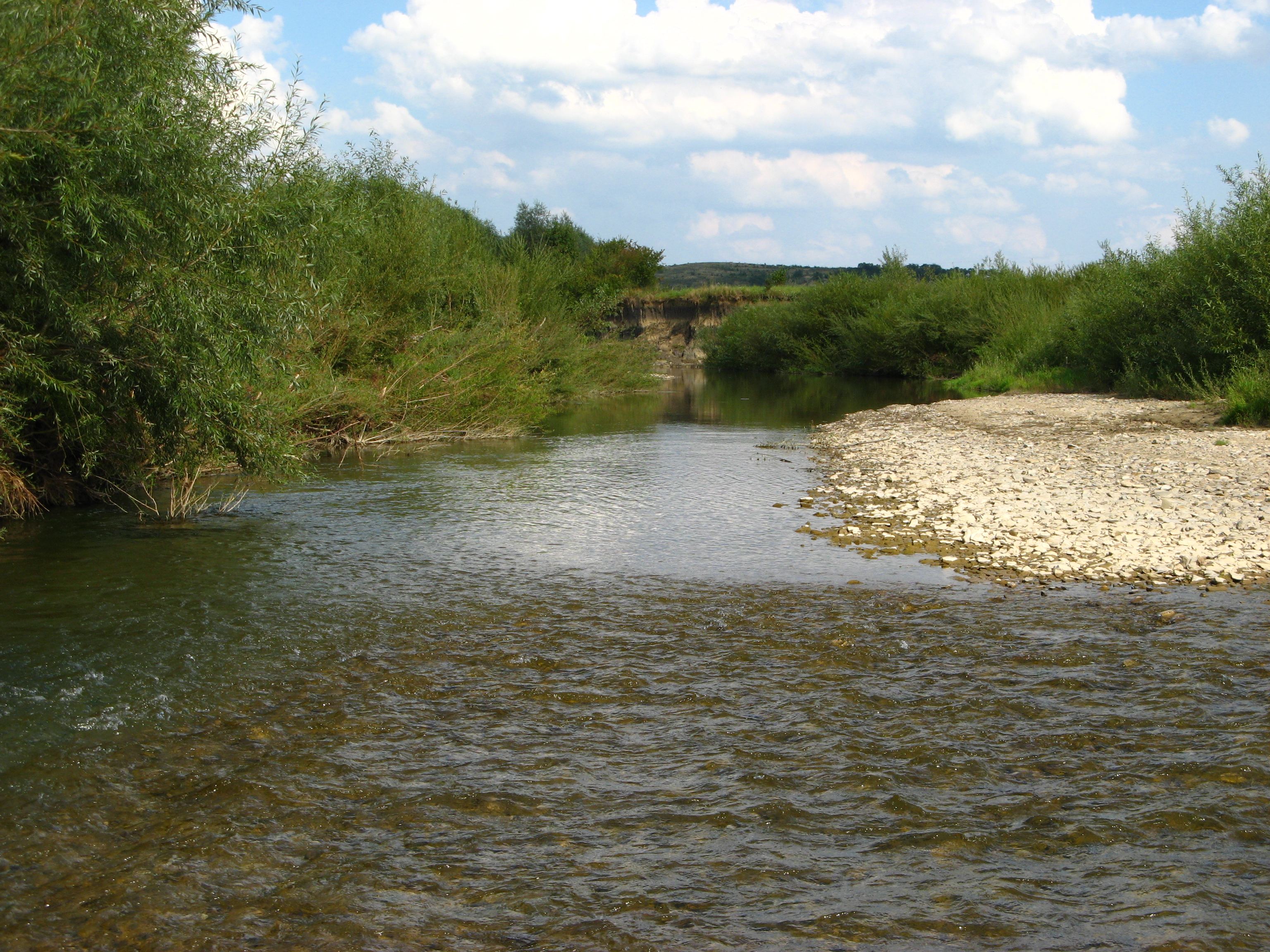
Перекат (на передньому плані) на річці Вігор

Перека́т — характерна здебільшого для рівнинних річок форма дна на ділянках між меандрами, що утворюється внаслідок відкладання наносів. 
Перекат — це мілководна ділянка річища, яка має вигляд валу, що перетинає річище під кутом 20—30°, з пологим схилом, оберненим проти течії, та крутим — за течією. Утворюються в результаті нерівномірного розмивання річища водним потоком і акумуляції наносів. 
Підвищені ділянки перекату, які прилягають до берегів, називають побочнями (верхнім та нижнім), глибокі частини річища біля протилежних побочням берегів — плесовими лощинами (верхньою і нижньою). Найглибша частина сідловини між побочнями, в якій концентрується стік води у межень, називають коритом переката. Воно орієнтоване переважно під кутом 20—50° до oci річища. Потік води в межень переміщується від одного берега до другого, огинаючи нижній побочень і підмиваючи протилежний крутий берег.
Висота гребеня переката у повінь зростає, в межень зменшується. Більшість перекатів переміщується вниз за течіею, переважно під час повеней і паводків. Швидкість переміщення змінюється від десятків сантиметрів до кількох сотень метрів за рік. Перекати характерні для меандруючих річок, часто трапляються у місцях розширення заплави, поблизу гирл приток. Утруднюють судноплавство. В Україні перекати спостерігаються на багатьох передгірних та рівнинних річках.